# Оксид (завод)
Новосибирский завод радиодеталей «Оксид» — предприятие электронной промышленности, основанное в 1952 году. Входит в состав холдинга Росэлектроника. Расположен в Октябрьском районе Новосибирска.

## История
Основой для создания предприятия послужил воронежский завод «Электросигнал», эвакуированный в 1941 году в Новосибирск, и размещенный в складских помещениях и здании бывшего Мелькомбината.

Строительство завода начато в 1948 году в соответствии с постановлением Совета Министров СССР от 3 июля 1948 г. № 1818р.с. и приказом по Главному управлению Министерства связи СССР №Б229 от 7 июля 1948 г.

Введен в эксплуатацию 20 января 1952 года приказом министра связи СССР Г. А. Алексеенко, с включением в состав предприятия цехов и лабораторий конденсаторного корпуса завода «Электросигнал».

В 1959 году создано создано строительно-конструкторское бюро (в 1991 году реорганизовано и включено в состав предприятия).

## Продукция предприятия
Начиная с 1950 года предприятие производит следующую номенклатуру:

- конденсаторы бумажные, низковольтные типа КБГМ-П, КБГМ-Н;

- конденсаторы высоковольтные КБП;

- конденсаторы электролитические типов КЭ и КЭГ;

- слюдяные конденсаторы типа КСО;

- сопротивления постоянные типов ТО, ВС;

- сопротивления переменные типов Омега, ТК, ВК;

- трубочка БОЗЕ (предохранители).

В СССР на заводе также выпускалась электрогитара "Электроника".

В настоящее время завод производит танталовые конденсаторы, используемые в радиотехнической индустрии, а также в авиационной и космической отраслях.

В 2015 году объявлено о приобретении заводом оборудования для производства танталовых чип-конденсаторов, что позволит увеличить их производство в два раза, с 300 до 600 млн.руб.
C 2016 года начаты поставки танталовых чип-конденсаторов для Минобороны России. Тяговые суперконденсаторы предприятия установлены в Новосибирске на двух троллейбусах, которые используют литий-ионные аккумуляторы, а также на двух тепловозах.

## Взаимодействие с научными организациями и ВУЗами
В 2017 году стало известно о начале сотрудничества предприятия с резидентом Сколково и новосибирского Технопарка, компанией «Карбон Тех», в области разработки инновационных наноуглеродных модифицирующих материалов для применения в суперконденсаторах.

Совместно с Новосибирским государственным техническим университетом предприятие участвует в разработке трамваев, которые могут передвигаться без линии электропередач. Трамвай на одном заряде суперконденсаторов должен будет проходить 2,5 км от станции к станции, а на остановке за 2,5 секунды будет происходить его быстрая зарядка. При разработке учитывается опыт Севильи, где уже работает подобный транспорт.

## Руководители
Носенко Лев Сергеевич (2019- н.в.)
Исюк Владимир Ильич (2014- 2019)

Белых Валерий Николаевич (2014)

Аничкин Иван Степанович (1984—1993)

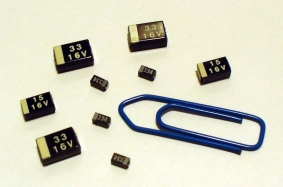
танталовые чип-конденсаторы

Деряжный Евгений Фёдорович (1968—1984)

Базунов Пётр Ефимович (1961—1963)

Козлов Виктор Васильевич (1963—1968)

Хайновский Владимир Николаевич (1948—1963)

## Награды

### Награды предприятия
Предприятие награждено орденом Трудового Красного Знамени. Кроме того, завод награждён знаком Министерства и ЦК профсоюзов «Коллективу-победителю в социалистическом соревновании предприятий отрасли за высокие трудовые достижения в 9-й пятилетке 1971—1975 гг.», Почётной грамотой Министерства и ЦК профсоюзов, Памятным знаменем ЦК КПСС, двумя Памятными грамотами горкома КПСС и обкома профсоюзов, Совета Министров, ВЦСПС и ЦК ВЛКСМ.

### Награды работников предприятия
Один человек удостоен ордена Дружбы народов, 7 работников награждено орденом Ленина, 10 — орденом Октябрьской революции, 55 — орденом Трудового Красного Знамени, 74 — орденом «Знак Почета», ещё 124 человека награждены различными медалями.